# Kanoet
De kanoet of kanoetstrandloper (Calidris canutus) is de tweede in grootte van het geslacht Calidris en kent zes ondersoorten. Het is een middelgrote kustvogel, broedend op de toendra en de Arctische Cordillera in het noorden van Canada, Europa en Rusland.

## Beschrijving
De kanoet is 23 tot 26 cm lang. Het is een forse, vrij gedrongen vogel met korte hals en poten en een middellange snavel. De kanoet heeft in zomerkleed een dieporanje gekleurde kop, borst en buik. Het winterkleed is veel minder spectaculair. De vogel is dan grijs van boven, hoewel iedere veer is afgezet door een smal wit randje. Van onder is hij wit, de snavel is donker en de poten grijsgroen. Een goed kenmerk is de wat gestreepte flank.

## Taxonomie en evolutie
De kanoet is voor het eerst door Linnaeus beschreven in zijn Systema Naturae als Tringa canutus. Een theorie stelt dat de naam zijn oorsprong vindt in "Knoet de Grote" (Engels: Canute the Great); de naam zou verwijzen naar het foerageergedrag van de kanoet langs de vloedlijn en het verhaal van Koning Knoet en het getij. Voor deze historische etymologische achtergrond lijkt echter weinig bewijs te zijn. De naam "kanoet" kan ook onomatopeïsch van oorsprong zijn, wat inhoudt dat het gebaseerd is op het geluid dat de vogels maken.
Onderzoek naar mitochondriale sequentiedivergentie en modellen van paleoklimatische veranderingen tijdens de glaciale cycli suggereren dat canutus de meest basale populatie is, die ongeveer 20.000 jaar geleden (95% betrouwbaarheidsinterval: 60.000-4000 jaar geleden) scheidde met twee verschillende lijnen van de Amerikaanse en Siberische populaties die ongeveer 12.000 jaar geleden opkwamen (met een betrouwbaarheidsinterval van 95%: 45.000 - 3.500 jaar geleden).
Een onderzoek in 2004 toonde aan dat het geslacht polyfyletisch is en dat de kanoet het nauwst verwant is aan de brandingloper (Calidris virgata). De kanoet kent zes ondersoorten:
- C. c. roselaari – (Tomkovich, 1990), (genoemd naar de Nederlandse bioloog Kees Rooselaar): Wrangel (noordoostelijk Siberië) en noordwestelijk Alaska.
- C. c. rufa – (Wilson, 1813): Zuid-Amerika tot noordelijk Canada.
- C. c. canutus – (Linnaeus, 1758): Noordelijke deel van Centraal-Siberië.
- C. c. islandica – (Linnaeus, 1767): Eilanden nabij noordelijk Canada en noordelijk Groenland.
- C. c. rogersi – (Mathews, 1913): Tsjoekotka (oostelijk Siberië)
- C. c. piersmai – (Tomkovich, 2001) (genoemd naar de Nederlandse ornitholoog Theunis Piersma): Nieuw-Siberische Eilanden.

## Verspreiding en leefgebied
In het broedseizoen bevindt de kanoet zich rondom verdeeld over het noordpoolgebied en migreert vervolgens naar kusten over de hele wereld van 50 ° NB tot 58 ° ZB. De kanoet heeft een van de langste migratieroutes van alle vogels. Elk jaar reist deze vogel meer dan 14.000 km van het noordpoolgebied naar de zuidpunt van Zuid-Amerika. De exacte migratieroutes en overwinteringsgebieden van individuele ondersoorten zijn nog enigszins onzeker. De ondersoort C. c. canutus broedt op het schiereiland Tajmyr en mogelijk Jakoetië en trekt naar West-Europa en vervolgens naar West- en Zuid-Afrika. C. c. rogersi broedt op het schiereiland Chukchi in het oosten van Siberië en 's winters in het oosten van Australië en Nieuw-Zeeland. C. c. piersmai broedt op de nieuwe Siberische eilanden en 's winters in het noordwesten van Australië. C. c. roselaari broedt op Wrangel Island in Siberië en het noordwesten van Alaska en overwintert in Florida, Panama en Venezuela. C. c. rufa broedt in het Canadese laag arctische gebied, en overwintert in Zuid-Amerika. C. c. islandica broedt in het Canadese noordpoolgebied en Groenland, en overwintert in West-Europa.
Vogels die overwinteren in West-Afrika beperken het oppervlak voor hun dagelijkse foerageeractiviteiten tot slechts 2-16 km2 en blijven op een enkele locatie gedurende enkele maanden. In gematigde streken zoals de Waddenzee is gebleken dat ze elke week van verblijfplaats veranderen en dat hun foerageerbereik gedurende een week kan oplopen tot 800 km2.

## Status
De kanoet heeft een enorm groot verspreidingsgebied en daardoor alleen al is de kans op uitsterven gering. De grootte van de populatie werd in 2015 geschat op 891 tot 979 duizend exemplaren; dit aantal gaat achteruit door inpolderingen, verstedelijking, intensieve schelpdiervisserij, olierampen en toenemende recreatie in kustgebieden. Om deze redenen staat deze strandloper als gevoelig op de Rode Lijst van de IUCN.

### Noodzaak tot migratie
De kanoet migreert elk seizoen over grote afstanden, vermoedelijk door de behoefte aan een steriele omgeving.
Koos van Zomeren: "... moeten zich vervolgens hun hele leven verre houden van infectiegevaar. 's Zomers de hygiëne van het koude noorden, 's winters de hygiëne van zout water, zeewater."

## Gedrag

### Foerageergedrag
Op de broedlocaties eten kanoeten meestal spinnen, geleedpotigen en larven die ze door oppervlakkig pikken te pakken krijgen. Op de locaties waar ze overwinteren of waarlangs ze migreren eten ze een verscheidenheid aan schaaldieren zoals schelpen, slakken en kleine krabben die heel ingeslikt en vervolgens door een gespierde maag vermalen worden. Deze prooien bevinden zich vaak onder het oppervlak; om ze te vinden ijsberen kanoeten langs de kustlijn waarbij ze met hun snavels ongeveer 1 cm diep de grond in gaan. Met behulp van Herbst-bloedlichaampjes in hun snavel kunnen ze begraven weekdieren ontdekken door veranderingen in de waterdruk. Aangezien ze tijdens het broedseizoen visueel jagen hebben kanoeten geen panoramisch zicht, in tegenstelling tot andere vogels die jagen op gevoel.

### Voortplanting

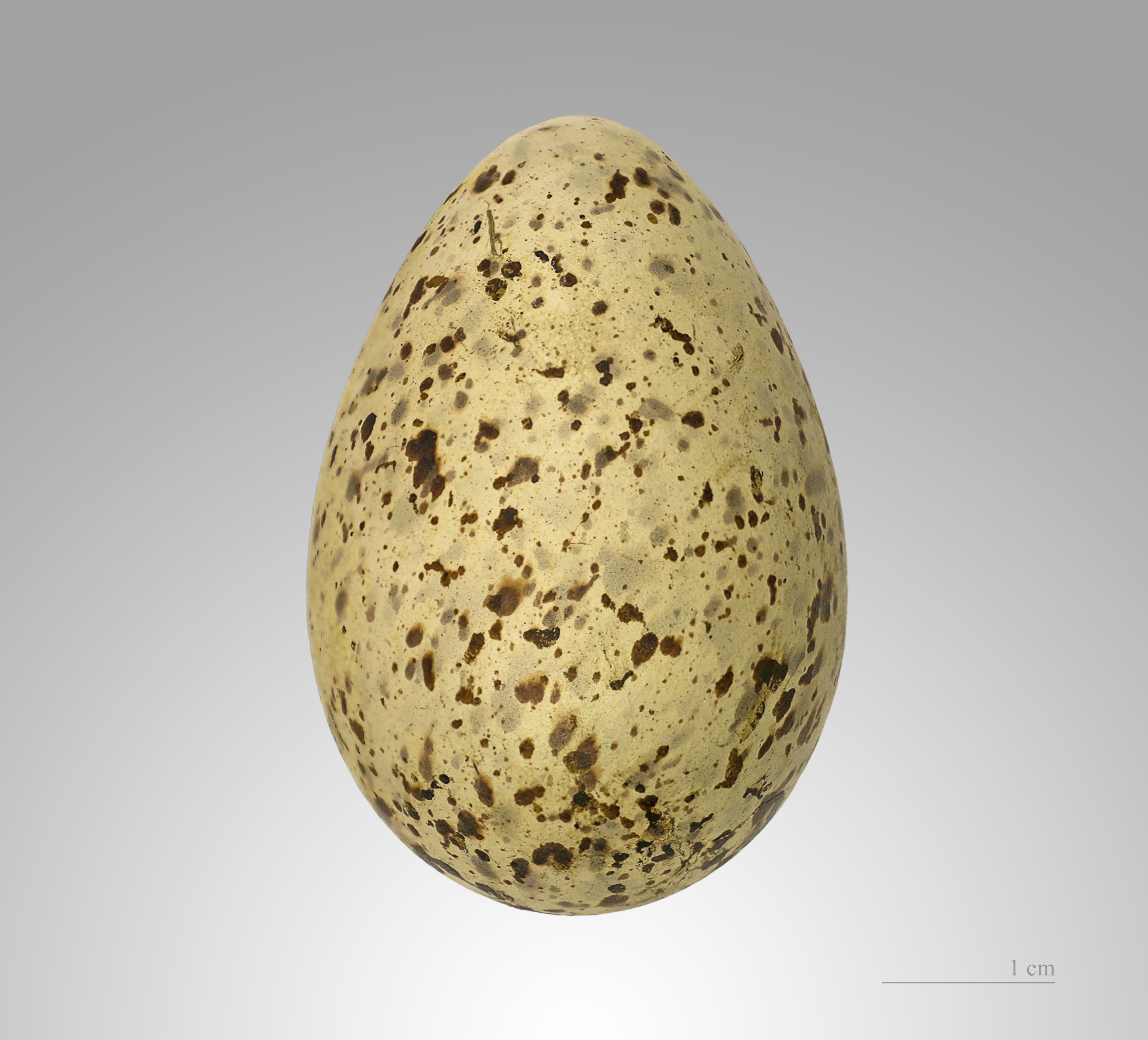
Ei

De kanoet is een territoriale vogel en seizoensgebonden monogaam; het is onbekend of paren van seizoen tot seizoen bij elkaar blijven. Van in Rusland broedende mannetjes en vrouwtjes is aangetoond dat ze elk jaar terugkeren naar dezelfde locatie, maar er is geen bewijs dat ze hetzelfde territorium bezetten. Na migratie arriveren de mannetjes eerder dan de vrouwtjes en beginnen met het agressief verdedigen van hun territoria tegen andere mannetjes.
Kanoeten maken hun nest op de grond, dicht bij het water. Het nest is een ondiepe kuil, met bladeren, korstmossen en mossen bekleed. De mannetjes bouwen drie tot vijf nesten voorafgaand aan de komst van de vrouwtjes. Het vrouwtje legt vervolgens drie tot vier eieren in het nest naar keuze. De eieren zijn gemiddeld 43 mm hoog en 30 mm breed en hebben een lichte olijfkleur. Beide ouders dragen bij aan het uitbroeden van de eieren en andere taken worden eerlijk verdeeld. De niet-broedende ouders vormen groepen waarin ze foerageren. De eieren worden gedurende 22 dagen geïncubeerd. In vroege stadia van de incubatie worden de volwassenen gemakkelijk van het nest gedreven en de kans op verlating van het nest bestaat na enkele uren verstoring. In latere incubatiestadia blijven ze echter op de eieren en zijn ze niet gemakkelijk verjaagd. Het uitkomen van de eieren is meestal gesynchroniseerd. De kuikens zijn nestvlieders; ze zijn bedekt met camouflerende donsveren, hebben al geopende ogen, en ze kunnen lopen.Slechts één dag na het uitkomen van de eieren verlaten de kuikens het nest en sluiten zich bij de ouders om te foerageren. Voordat de kuikens kunnen vliegen verlaten de vrouwtjes het broedgebied terwijl de mannetjes blijven. Zodra de jongen kunnen vliegen beginnen ook de mannetjes en jonge vogels aan hun migratie naar het zuiden.

## Video
- Foeragerende kanoetstrandloper
- Grote groep vliegende en lopende kanoeten